# 湘南ベルマーレフットサルクラブ
湘南ベルマーレフットサルクラブ（しょうなんベルマーレフットサルクラブ）は、日本の神奈川県小田原市をホームタウンとする、日本フットサルリーグ（Fリーグ）に加盟するフットサルクラブである。

## 歴史
株式会社湘南ベルマーレ（日本プロサッカーリーグ（Jリーグ）に加盟する湘南ベルマーレの運営会社）が2002年4月に設立した特定非営利活動法人湘南ベルマーレスポーツクラブ（以下「湘南BSC」）によって創設。2000年7月に結成された神奈川県のフットサルチームの「P.S.T.C LONDRINA」のトップチームが日本フットサルリーグ（Fリーグ）へ加盟する為、2007年4月に湘南BSCの傘下に入り、湘南ベルマーレフットサルクラブが発足している。
Jリーグの湘南ベルマーレのホームタウンは小田原市を含む湘南地域の広域であるが、Fリーグクラブは小田原市単一に設定されている。活動区域は神奈川県県西地域と登録されている。
選手の契約はアマチュアではあるものの、ベルマーレのユースチームの指導なども行っている。これは現状ではプロクラブにはできないものの、できるだけボールを蹴る仕事を与えたいという方針によるもの。
2018年1月18日、Fリーグが2018-2019シーズンから2部制を導入するにあたって新設されるFリーグディビジョン1（F1）へ参加することが決定した。

## 成績
| 年度    | 所属    | 順位 | 勝点 | 試合 | 勝利 | 引分 | 敗戦 | 得点 | 失点 | 得失 |
| ------- | ------- | ---- | ---- | ---- | ---- | ---- | ---- | ---- | ---- | ---- |
| 2007-08 | Fリーグ | 5位  | 25   | 21   | 8    | 1    | 12   | 58   | 68   | -10  |
| 2008-09 | Fリーグ | 7位  | 15   | 21   | 3    | 6    | 12   | 43   | 70   | -27  |
| 2009-10 | Fリーグ | 8位  | 25   | 27   | 6    | 7    | 14   | 76   | 88   | -12  |
| 2010-11 | Fリーグ | 8位  | 25   | 27   | 7    | 4    | 16   | 80   | 118  | -38  |
| 2011-12 | Fリーグ | 8位  | 32   | 27   | 9    | 5    | 13   | 79   | 101  | -22  |
| 2012-13 | Fリーグ | 9位  | 14   | 27   | 3    | 5    | 19   | 72   | 114  | -42  |
| 2013-14 | Fリーグ | 9位  | 43   | 36   | 12   | 7    | 17   | 99   | 115  | -16  |
| 2014-15 | Fリーグ | 10位 | 20   | 33   | 4    | 8    | 21   | 62   | 118  | -56  |
| 2015-16 | Fリーグ | 10位 | 29   | 33   | 9    | 2    | 22   | 74   | 114  | -40  |
| 2016-17 | Fリーグ | 10位 | 29   | 33   | 8    | 5    | 20   | 89   | 104  | -15  |
| 2017-18 | Fリーグ | 3位  | 70   | 33   | 23   | 1    | 9    | 136  | 84   | +52  |
| 2018-19 | Fリーグ | 4位  | 56   | 33   | 17   | 5    | 11   | 99   | 84   | +15  |
| 2019-20 | Fリーグ | 5位  | 57   | 33   | 18   | 3    | 12   | 103  | 73   | +30  |
| 2020-21 | Fリーグ | 4位  | 39   | 22   | 12   | 3    | 7    | 73   | 50   | +23  |
| 2021-22 | Fリーグ | 2位  | 41   | 22   | 12   | 5    | 5    | 73   | 47   | +41  |
| 合計    | 合計    | 合計 | 合計 | 318  | 92   | 51   | 175  | 868  | 1094 | -226 |

## 2022-23シーズン所属選手
- 8 FP  籔内涼也
- 9 FP  靏谷春人
- 10 FP  ロドリゴ
- 11 FP  林田フェリペ良孝
- 12 GK  須藤蓮
- 13 FP  佐藤玲惟
- 14 FP  高橋広大
- 15 FP  鍛代元気
- 17 FP  内村俊太

- 19 FP  山崎歩夢
- 20 FP  津田京一郎
- 22 FP  牧野謙心
- 23 FP  牛迫蒼海
- 27 FP  堀内迪弥
- 29 GK  中澤航
- 44 FP  本田真琉虎洲
- 72 FP  萩原真夏
- 87 GK  フィウーザ

## ホームアリーナ
小田原アリーナ。その他、南足柄市体育センター・メタックス体育館はだのでもホームゲームを実施している。

## ユニフォーム

### チームカラー
- ライトグリーン、    ブルー、    ホワイト

### ユニフォームスポンサー
| 掲出箇所   | スポンサー名                                       | 表記                |
| ---------- | -------------------------------------------------- | ------------------- |
| 胸         | 湘南電力                                           | 湘南電力            |
| 袖         | 鈴廣蒲鉾本店                                       | 鈴廣蒲鉾            |
| 肩         | しいの食品 箱根温泉供給株式会社 奥箱根観光株式会社 | しいの くろたまご館 |
| 背中       | 小田原百貨店                                       | 小田原百貨店        |
| 腰         | サンネット株式会社                                 | SUNNET              |
| ショーツ   | 株式会社フジミ                                     | フジミ              |
| ショーツ   | オービーエム管財                                   | OBM                 |
| ショーツ裏 | 小田原衛生グループ                                 | 小田原衛生グループ  |
| ショーツ裏 | 株式会社タチバナ                                   | BEクリーン          |

### ユニフォームデザイン

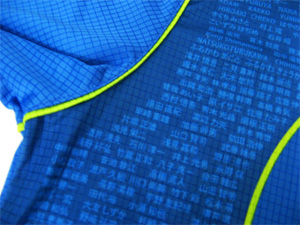
サポーターの名前が多数デザインされたユニフォーム

- 2013/14シーズンからKOOL SPORTがキットサプライヤーになる。[5][6]
- 欧州では稀に見られたが、日本のトップリーグでは初めて、シーズンを通じてサポーターの名前を入れたユニフォームデザイン[7]を採用。（OB戦などエキシビジョンでは過去に例がある。[8]13/14シーズンでは300名を超えるサポーターの名前が選手の着用するユニフォームと、レプリカユニフォームの右側面にデザインされている。
- ユニフォームへの記名デザイン反映は、広告ではなくあくまでもデザインへの反映という扱いである。そのため、企業名、商品名はもとより、ニックネームやキャッチフレーズ的なものはリーグの規定もあり、デザインに反映できない。原則、本名の漢字表記、ひらがな表記、カタカナ表記、アルファベット表記のみの対応である。シーズン途中での追加もできない。[9]

### キャプテンマーク
- 2013-14シーズン、市原誉昭主将のキャプテンマークには癌治療のため戦線を離れていた久光重貴の写真と背番号が印刷された。久光はシーズン開幕直後に右上葉肺腺癌である事を発表していた。久光は2014年2月9日のFリーグホーム最終戦で復帰している[10]。
- 久光はその後闘病むなしく2020年12月19日に現役選手のまま逝去。彼のつけていた背番号5は事実上永久欠番とされている[11]。